# Скендербег (паметник в Тирана)
Паметникът на Скендербег се намира в центъра на град Тирана, столицата на Албания. Намира се в средата на централния столичен площад „Скендербег“.
Дело е на видния албански скулптор Одисе Паскали. Изработва го през 1968 година по случай 500-годшнината от смъртта на албанския национален герой Скендербег.
Паметникът е висок 11 m. Представлява бронзова фигура на каменен пиедестал.